# Omega Virginis
Omega Virginis (1 Virginis) é uma estrela na direção da constelação de Virgo. Possui uma ascensão reta de 11h 38m 27.61s e uma declinação de +08° 08′ 03.4″. Sua magnitude aparente é igual a 5.24. Considerando sua distância de 479 anos-luz em relação à Terra, sua magnitude absoluta é igual a −0.60. Pertence à classe espectral M4III.